# Álvaro Odriozola
Álvaro Odriozola Arzallus, född 14 december 1995, är en spansk fotbollsspelare som spelar för Real Sociedad.

## Klubbkarriär
Den 5 juli 2018 värvades Odriozola av Real Madrid, där han skrev på ett sexårskontrakt. Den 22 januari 2020 lånades Odriozola ut till Bayern München på ett låneavtal över resten av säsongen 2019/2020. Den 28 augusti 2021 lånades han ut till italienska Fiorentina på ett säsongslån.
Den 1 september 2023 återvände Odriozola till Real Sociedad, där han skrev på ett sexårskontrakt.

## Landslagskarriär
Odriozola debuterade för Spaniens landslag den 6 oktober 2017 i en 3–0-vinst över Albanien. I maj 2018 blev han uttagen i Spaniens trupp till fotbolls-VM 2018.